# Roy Dunlop
Pour les articles homonymes, voir Dunlop (homonymie).
Roy Dunlop est un joueur de tennis australien.
Il a notamment remporté les Internationaux d'Australie en 1931, en double messieurs (avec Charles Donohoe).

## Palmarès en Grand Chelem

### Titre en double (1)
|   | Date | Nom et lieu du tournoi              | Cat.      | ($) | Surf.        | Partenaire      | Finalistes                 | Score                   |
| 1 | 1931 | Australian Championships, Melbourne | G. Chelem |     | Herbe (ext.) | Charles Donohoe | Jack Crawford Harry Hopman | 8-6, 6-2, 5-7, 7-9, 6-4 |

### Finale en double mixte (1)
|   | Date | Nom et lieu du tournoi              | Cat.      | ($) | Surf.        | Vainqueurs                        | Partenaire           | Score    |
| 1 | 1934 | Australian Championships, Melbourne | G. Chelem |     | Herbe (ext.) | Joan Hartigan Bathurst Edgar Moon | Emily Hood Westacott | 6-3, 6-4 |